# Саманта Давнінг
Саманта Давнінг (англ. Samantha Downing) — американська письменниця, авторка трилерів.

## Кар'єра
Давнінг народилася у Каліфорнії та жила деякий час у Новому Орлеані. Наразі вона мешкає в районі затоки Сан-Франциско.
Давнінг була письменницею-аматоркою, поки її друг не надіслав копію рукопису її роману «Моя чарівна дружина», психологічного трилера, літературному редактору. Після виходу книжки та її успіху, Amazon Studios придбала права на екранізацію у партнерстві з продюсерською компанією Ніколь Кідман, Blossom Films.
Друга книжка Даунінг «Він почав це» вийшла 2020 року та швидко стала міжнародним бестселером. Її третя книжка «Заради вашого ж блага», вийшла в США 20 липня 2021 року, миттєво стала хітом у списку бестселерів USA Today.
18 липня 2023 року у Сполучених Штатах вийшла книжка «Історія спотвореного кохання». Згідно з виданням The Nerd Daily, це «сміливий та захопливий трилер про молоду пару, який надає зовсім нового сенсу небезпекам сучасних побачень».

## Переклади українською
- Давнінг, Саманта (2025). Історія спотвореного кохання. Переклад: Вербицька, Ірина. Віват. с. 448. ISBN 9786171707993.
- Давнінг, Саманта (2021). Моя чарівна дружина. Переклад: Руденко, Олександр. Віват. с. 368. ISBN 9789669824509.